# Pont-sur-Madon
Pont-sur-Madon település Franciaországban, Vosges megyében. Lakosainak száma 181 fő (2022. január 1.). Pont-sur-Madon Diarville, Ambacourt, Marainville-sur-Madon, Vomécourt-sur-Madon és Xaronval községekkel határos.

## Népesség
A település népességének változása:
| Lakosok száma | 163  | 170  | 175  | 178  | 181  | 185  | 188  | 185  | 181  |
|               | 2013 | 2015 | 2016 | 2017 | 2018 | 2019 | 2020 | 2021 | 2022 |